# 2009 en Tchéquie
2007 en Tchéquie - 2008 en Tchéquie - 2009 en Tchéquie - 2010 en Tchéquie - 2011 en Tchéquie
2007 par pays en Europe - 2008 par pays en Europe - 2009 par pays en Europe - 2010 par pays en Europe - 2011 par pays en Europe]

## Chronologie

### Janvier 2009

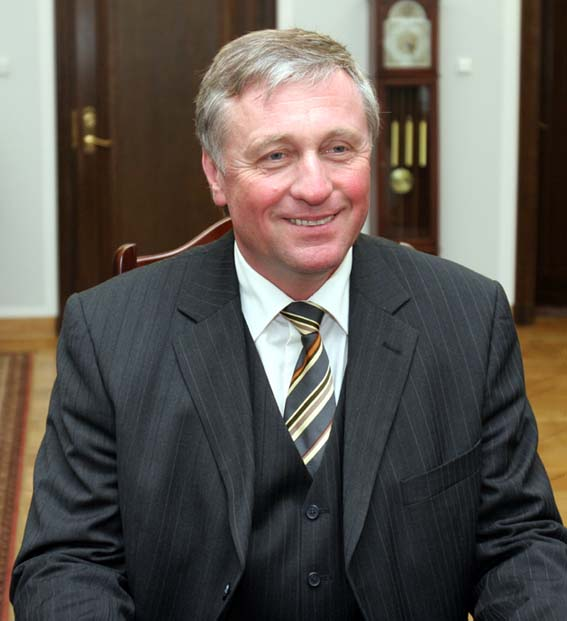
Mirek Topolánek
(2007)

- Jeudi 1er janvier 2009 : Le pays prend pour six mois la présidence de l'Union européenne après la France. La présidence tchèque et son premier ministre Mirek Topolanek sont confrontés à deux crises majeures : l'offensive engagée par Israël contre le Hamas et le contentieux énergétique entre la Russie et l'Ukraine[1].

- Lundi 5 janvier 2009 : L'une des principales verreries tchèques Crystalex Novy Bor (nord-ouest) — groupe Bohemia Crystalex Trading (BCT) — annonce l'arrêt de ses activités et le licenciement de ses 1 730 salariés, à cause des problèmes financiers et de la concurrence asiatique. Les trois derniers fours seront éteints et deux autres lignes automatiques arrêtées dès le lendemain. La production est définitivement stoppée. La verrerie de Novy Bor subit le sort de deux autres grandes usines de verre du groupe fermées en automne dernier à Svetla-nad-Sazavou et à Poděbrady (centre).

- Mardi 13 janvier 2009 : L'ancien président Václav Havel (72 ans), souffrant d'une « maladie inflammatoire » a subi une « petite opération » à l'hôpital de Prague-Motol et son état est déclaré « stabilisé ». L'artisan de la Révolution de velours de 1989, est victime de nombreux ennuis de santé dus notamment à ses cinq années passées dans les geôles communistes et à son état d'ancien grand fumeur. Une pneumonie mal soignée dont le célèbre dissident a souffert en prison au début des années 1980, et un cancer du poumon sont à l'origine de ses nombreux problèmes de santé (pneumonie, bronchite chronique, problèmes cardiaques) qui ont nécessité des hospitalisations successives après son élection à la présidence de la Tchécoslovaquie (1989), puis de la République tchèque (1993). En 1996, il a été opéré d'un cancer du poumon droit.

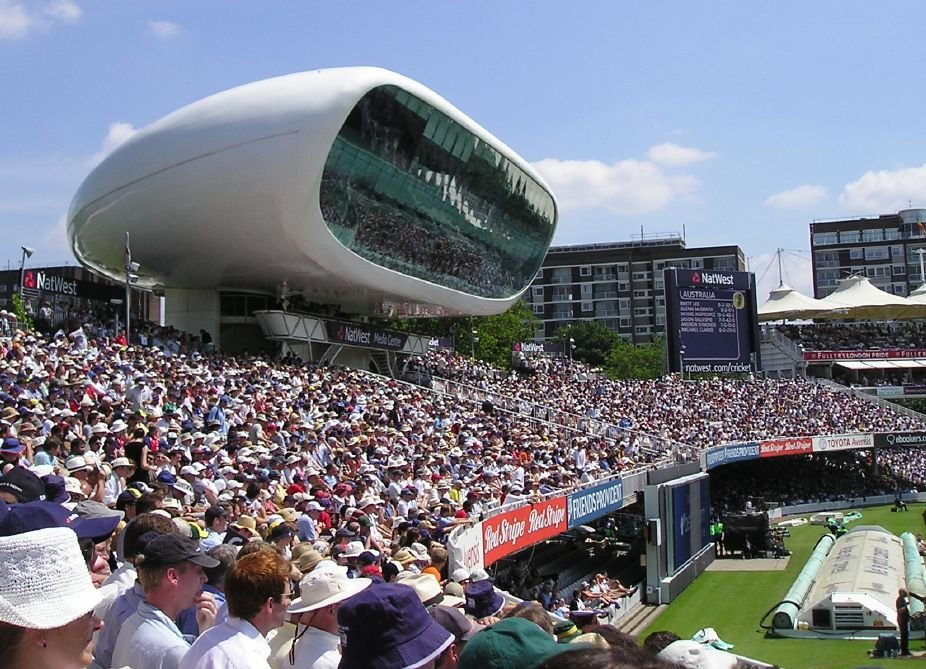
Jan Kaplicky, le centre des médias de Lord's Cricket Ground, Londres

- Mercredi 14 janvier 2009 : Décès de l'architecte d'origine tchèque Jan Kaplicky (71 ans), victime d'un collapsus. Fondateur de l'atelier londonien « Future Systems », il était notamment connu pour ses réalisations inspirées par des formes organiques, comme les réseaux de l'araignée, les ailes de papillon ou les écailles de poissons.

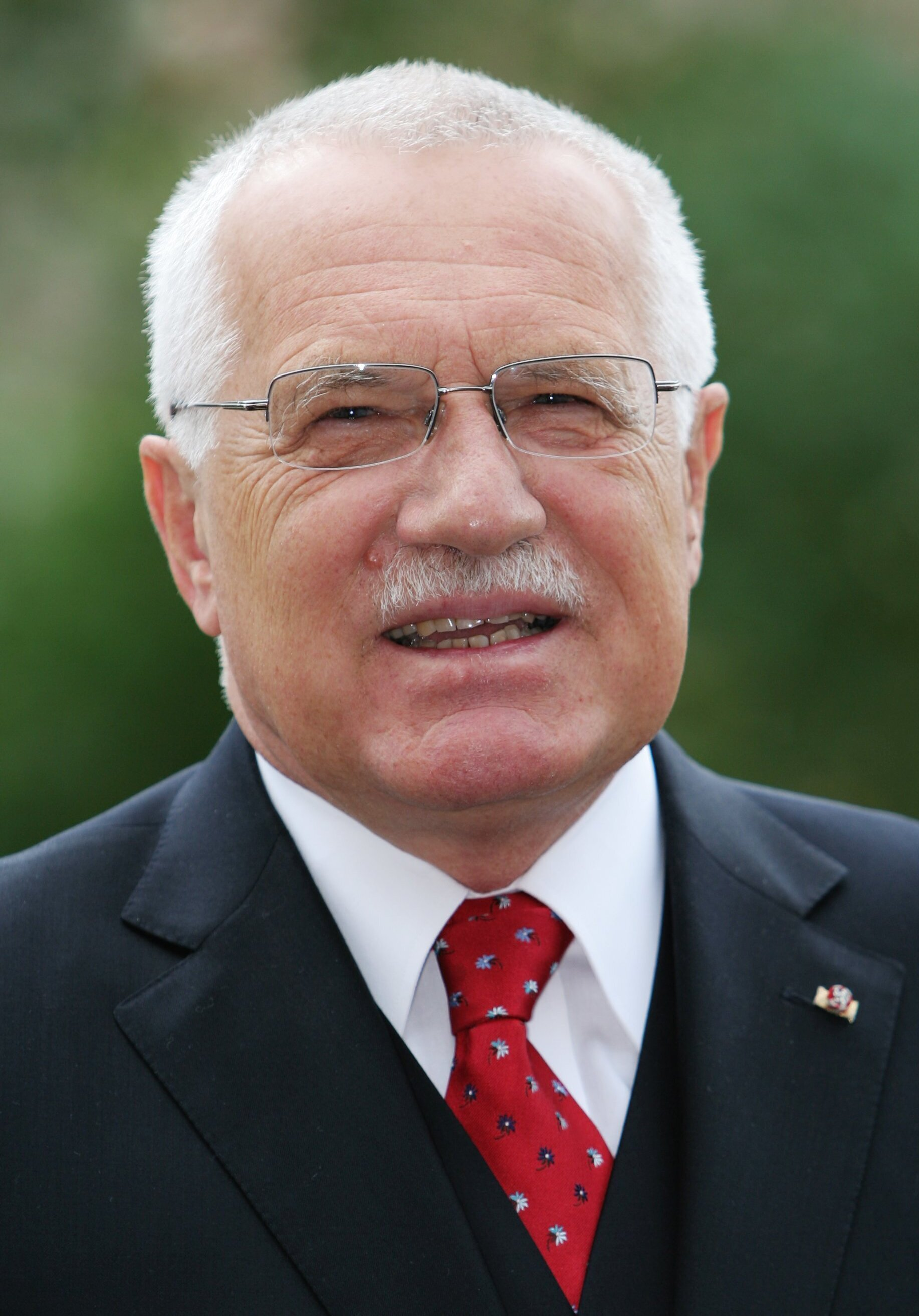
Vaclav Klaus

- Samedi 31 janvier 2009 : Lors du Forum économique mondial de Davos, le président de la République tchèque, Vaclav Klaus, dont le pays assure actuellement la présidence tournante de l'Union européenne, a affirmé que le réchauffement climatique n'existe pas et s'en est pris directement à Al Gore, prix Nobel de la paix pour son combat contre les risques climatiques : « Je ne vois pas de données statistiques [… démontrant cela] je suis désolé de voir que certaines personnes comme Al Gore ne sont pas prêtes à écouter les théories concurrentes […] Le militantisme écologique et l'alarmisme sur le réchauffement climatique sont un défi pour notre liberté, et Al Gore est une personne importante dans ce mouvement ». Fidèle à ses options libérales, il s'est également démarqué des idées de régulation économique avancées à Davos par de nombreux dirigeants, notamment européens, pour lutter contre la crise : « J'ai plus peur des réformes que de la crise elle-même. J'ai peur que l'on se serve de la crise pour entraver radicalement les marchés et le libre-échange à travers le monde ».

### Février 2009
- Mercredi 4 février 2009 : La Commission européenne autorise le rachat du fabricant tchèque de médicaments génériques Zentiva par  le groupe pharmaceutique français Sanofi-Aventis, qui a accepté de céder certains produits.

- Jeudi 5 février 2009 :
  - Le Comité anti-torture du Conseil de l'Europe demande aux autorités tchèques de renoncer « immédiatement » à la castration chirurgicale de délinquants sexuels, qualifiée de « traitement dégradant ». Depuis 2000, une cinquantaine de  patients ont subi une castration chirurgicale. Dans son rapport, le CPT s'inquiète des conditions dans lesquelles sont pratiquées ces castrations qui « sont irréversibles, ont des conséquences psychologiques et un résultat qui n'est pas garanti ». Selon le gouvernement tchèque, les  patients qui subissent une castration chirurgicale le sont toujours avec leur consentement écrit et après proposition d'un médecin spécialisé en sexologie. Mais selon les experts du CPT « il est douteux que le choix soit réellement libre et bien informé [les détenus] acquiescent plus qu'ils ne consentent à cette unique possibilité d'éviter un confinement à perpétuité ».
  - La banque centrale tchèque annonce abaisser  son principal taux directeur de 0,50 point à 1,75 %, son niveau le plus bas depuis octobre 2005 afin de soutenir la croissance et juguler l'inflation.

- Lundi 9 février 2009 : Selon le ministère  du Travail et des Affaires sociales, le taux de chômage  a bondi de 0,8 point pour atteindre 6,8 % en janvier.

- Mercredi 18 février 2009 : Les députés approuvent  le traité de Lisbonne, première étape d'une ratification plusieurs fois retardée, alors que le pays  préside actuellement l'Union européenne.  125 députés ont voté pour et 61 contre, soit cinq voix de plus que la majorité requise des 3/5 (120 voix).

### Mars 2009
- Lundi 2 mars 2009 : Le groupe sidérurgique ArcelorMittal, annonce avoir licencié depuis le début de l'année  550 salariés sur les 6 900 personnes employées dans son usine d'Ostrava, en raison de la faible demande liée à la crise économique. Une centaine de salariés devraient encore être licenciés en mars.

- Mardi 24 mars 2009 : Les députés ont adopté, grâce au soutien de quatre anciens députés de la coalition devenus indépendants, une motion de censure déposée par l'opposition sociale-démocrate contre le gouvernement du premier ministre libéral Mirek Topolanek chargé de la présidence tournante de l'UE.

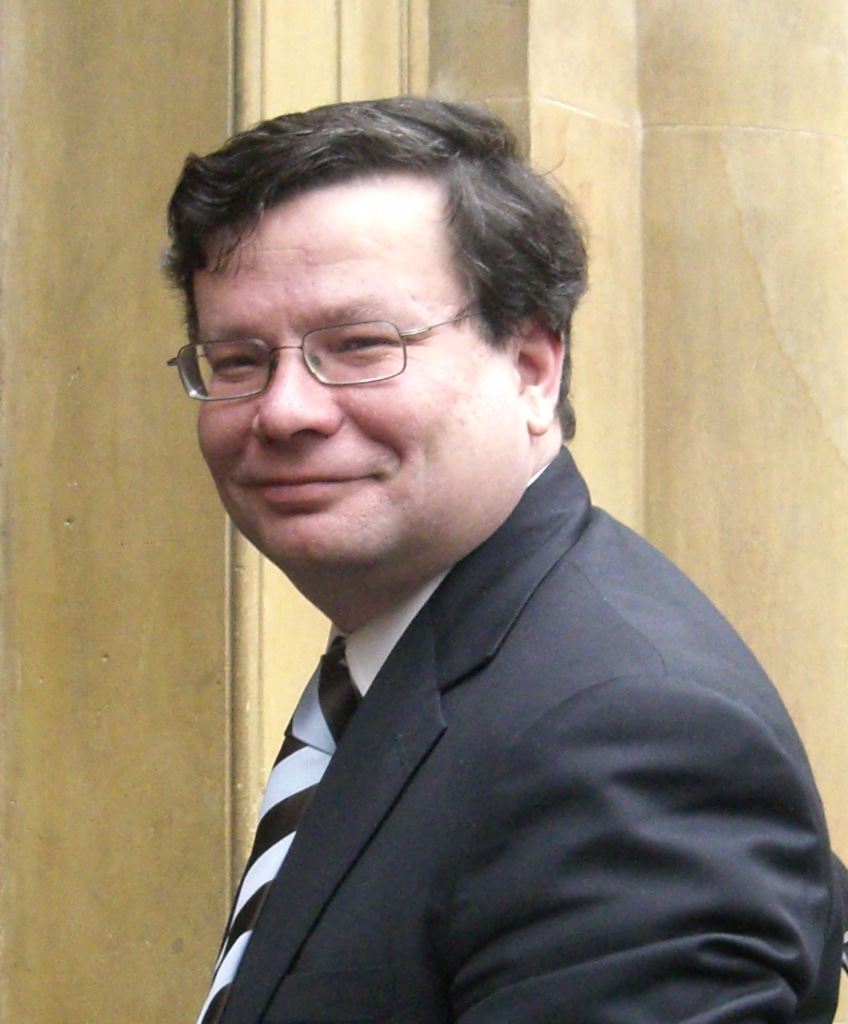
Alexandr Vondra
(Avril 2007)

- Mercredi 25 mars 2009 : Les pays européens s'inquiètent de la chute du gouvernement tchèque au moment où l’ensemble du continent s’enfonce dans la récession et tente de peser face aux États-Unis.  Selon le vice-premier ministre chargé des Affaires européennes, Alexandr Vondra, la chute programmée du gouvernement tchèque va « compliquer » le processus de ratification parlementaire du traité de Lisbonne dans le pays.

### Avril 2009
- Samedi 4 avril 2009 : Le président américain Barack Obama est arrivé à Prague pour participer à un sommet avec l'Union européenne et prononcer un discours très attendu sur la prolifération nucléaire. Le lendemain, devant 30 000 personnes à Prague, il déclare, lors de l'unique discours de sa tournée européenne, rêver voir de son vivant, sans trop y croire, un monde débarrassé des armes nucléaires : « En tant que seule puissance nucléaire à avoir utilisé une arme nucléaire, les États-Unis ont un devoir moral d'agir » en précisant que même si ce but semble difficile à atteindre, il fallait persévérer.

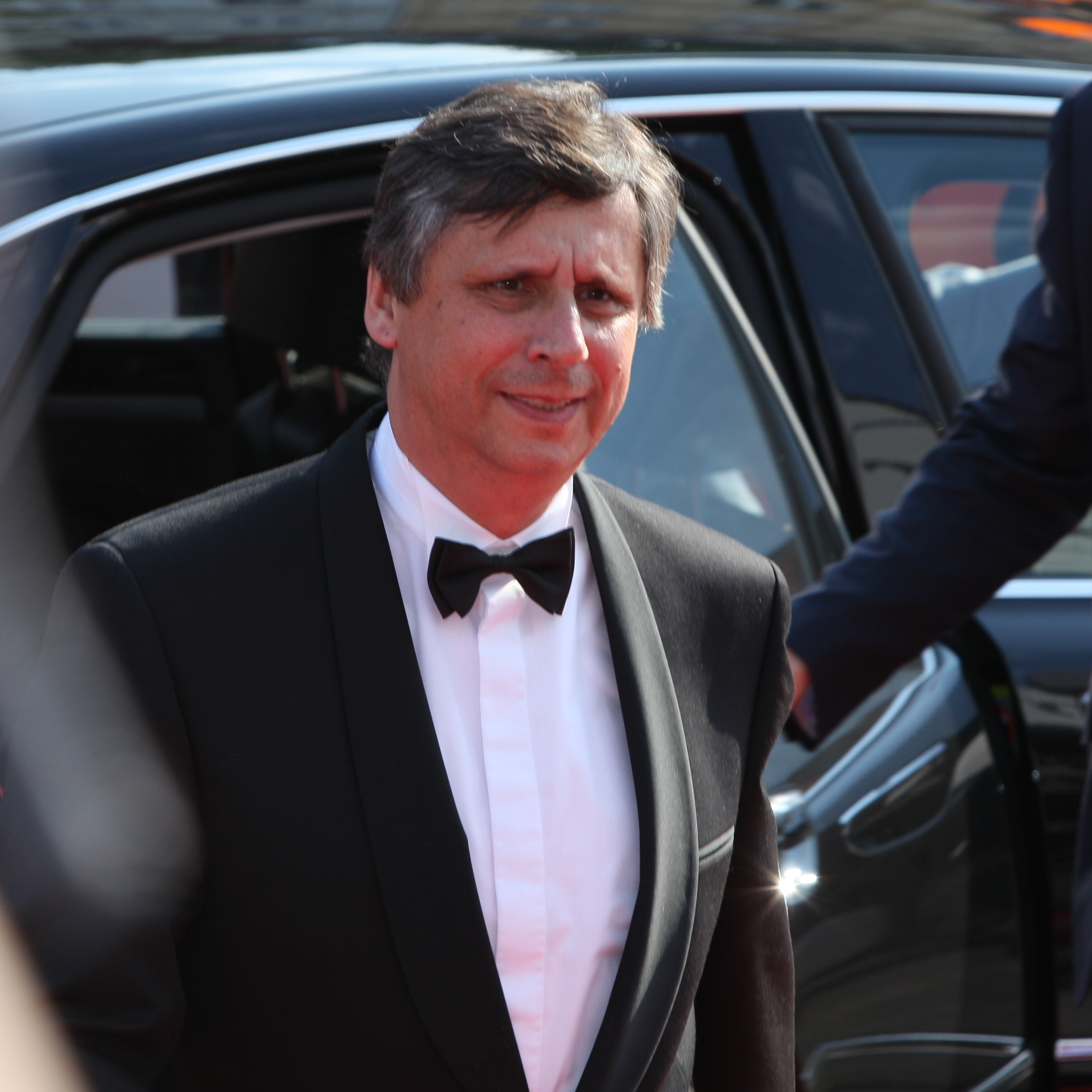
Jan Fischer
(Juillet 2009)

- Jeudi 9 avril 2009 : Le président Vaclav Klaus nomme le statisticien Jan Fischer (58 ans) comme premier ministre par intérim en remplacement de l'actuel premier ministre, Mirek Topolanek, démissionnaire en pleine présidence tchèque de l'Union européenne. Haut fonctionnaire, il assure que sa priorité serait « d'assurer honorablement toutes les fonctions de la présidence » européenne mais aussi de « minimiser l'impact de la crise sur la population tchèque ».

### Mai 2009
- Lundi 25 mai 2009 : Premier cas confirmé de grippe H1N1 chez un homme rentré récemment de New York.

- Mardi 26 mai 2009 : Le directeur d'une clinique privée de Prague, spécialisée en chirurgie esthétique, qui recrutait depuis quelques mois, ses infirmières en leur offrant une nouvelle poitrine ou un ventre retendu pour la signature d'un contrat de trois ans, afin de contrecarrer la pénurie de personnel médical, annonce que son offre de recrutement a rencontré un grand succès et voit désormais affluer des dizaines de candidatures à chaque recrutement. Le nombre de cliniques de chirurgie esthétique a triplé en République tchèque entre 1997 et 2006, selon l'Institut tchèque des statistiques de santé, du fait de la popularisation des interventions plastiques dans l'ancien pays communiste et de l'afflux de clients étrangers en quête de bas tarifs[2].

### Juin 2009
- Jeudi 25 juin 2009 : Des inondations dans les régions de Kunin et Novy Jicin (Moravie, est) causées par des pluies diluviennes ont fait au moins 12 morts. Ces pluies torrentielles doivent se poursuivre dans les jours à venir.

- Samedi 27 juin 2009 : Les fortes pluies qui se sont abattues depuis vendredi soir sur la région de Jesenik (nord-est) ont fait au moins 3  personnes disparues. Les habitants de 17 villages ont été évacués.

### Septembre 2009
- Jeudi 17 septembre 2009 : Le président Barack Obama annonce l'abandon du projet d'installation d'un bouclier antimissile en Pologne et en République tchèque et son remplacement par un nouveau projet de batteries de missiles antimissiles de courte et moyenne portée. Le président Dmitri Medvedev salue cette décision comme « responsable » et le 19, la Russie renonce à déployer des missiles Iskander à Kaliningrad.

- Samedi 26 septembre 2009 : Visite officielle du pape Benoît XVI, jusqu'au 28, à l'occasion du 20e anniversaire de la Révolution de velours.

### Novembre 2009
- Mardi 3 novembre 2009 : Le traité de Lisbonne est signé par le président Václav Havel après qu'il eut été déclaré conforme à la Constitution.